# Pandémie de Covid-19 par pays et territoire
Pour un article plus général, voir Pandémie de Covid-19.
- > 1 cas pour 1 000 habitants
- 1–10 cas pour 10 000 habitants
- 1–10 cas pour 100 000 habitants

Répartition des cas confirmés de Covid-19 dans le monde :
> 1 cas pour 1000 habitants
1–10 cas pour 10000 habitants
1–10 cas pour 100000 habitants
1–10 cas pour 1 million d'habitants
1–10 cas pour 10 millions d'habitants
1–10 cas pour 100 millions d'habitants
pas de cas

- > 1 décès pour 1 000 habitants (> 1 000 décès pour 1 million d'habitants)
- 1–10 décès pour 10 000 habitants (100 à 1 000 décès pour 1 million d'habitants)
- 1–10 décès pour 100 000 habitants (10 à 100 décès pour 1 million d'habitants)

Répartition des décès confirmés en proportion de la population ; le nombre mentionné à l'intérieur de chaque pays fournit le nombre de morts de la Covid-19 par 100 000 habitants (par centaine de milliers d’habitants) pour ce pays ; les codes couleurs sont détaillés ci-dessous :
> 1 décès pour 1000 habitants (> 1000 décès pour 1 million d'habitants)
1–10 décès pour 10000 habitants (100 à 1000 décès pour 1 million d'habitants)
1–10 décès pour 100000 habitants (10 à 100 décès pour 1 million d'habitants)
1–10 décès pour 1 million d'habitants
1–10 décès pour 10 millions d'habitants (0,1 à 1 décès pour 1 million d'habitants)
1–10 décès pour 100 millions d'habitants (0,01 à 0,1 décès pour 1 million d'habitants)
pas de décès ou données indisponibles

Parmi les pays du monde, 99,3 % ont été affectés par la pandémie de Covid-19, la « maladie à coronavirus 2019 » qui sévit depuis la fin de l'année 2019. Cet article présente la situation, par continent puis par pays ou territoire.
Début novembre 2020, la maladie à coronavirus avait affecté 204 pays et territoires à travers le monde ainsi que deux navires de croisière, les Diamond Princess et MS Zaandam, ces derniers au début de la pandémie.
En novembre 2020, la zone ayant connu le plus de morts confirmées liées à la Covid-19 est celle des Amériques, avec plus de 460 000 morts confirmées, suivies de l'Europe, avec plus de 210 000 morts.
Un tableau ci-dessous mis à jour quotidiennement donne le détail des cas par pays dans le monde et permet divers classements selon les colonnes.

## Détail des cas par pays
Le nombre des personnes décomptées contaminées ou tuées par la pandémie de coronavirus commencée en 2019 est publié hebdomadairement ou quotidiennement par différentes sources qui peuvent utiliser des méthodes différentes de recoupement ou d'actualisation. De ce fait les données peuvent légèrement varier selon l'heure et la méthode utilisée.
|                                                         | Monde                                        | 775 866 783 | 7 057 132 | 883   | 7 975 105 024 |
| Drapeau de l’Union européenne                           | Union européenne                             | 185 822 587 | 1 262 988 | 2 812 | 450 146 793   |
| Drapeau des États-Unis                                  | États-Unis                                   | 103 436 829 | 1 193 165 | 3 493 | 338 289 856   |
| Drapeau de la République populaire de Chine             | Chine                                        | 99 373 219  | 122 304   | 85    | 1 425 887 360 |
| Drapeau de l'Inde                                       | Inde                                         | 45 041 748  | 533 623   | 374   | 1 417 173 120 |
| Drapeau de la France                                    | France                                       | 38 997 490  | 168 091   | 2 615 | 67 813 000    |
| Drapeau de l'Allemagne                                  | Allemagne                                    | 38 437 756  | 174 979   | 2 080 | 83 369 840    |
| Drapeau du Brésil                                       | Brésil                                       | 37 511 921  | 702 116   | 3 338 | 215 313 504   |
| Drapeau de la Corée du Sud                              | Corée du Sud                                 | 34 571 873  | 35 934    | 693   | 51 815 808    |
| Drapeau du Japon                                        | Japon                                        | 33 803 572  | 74 694    | 597   | 123 951 696   |
| Drapeau de l'Italie                                     | Italie                                       | 26 781 078  | 197 307   | 3 309 | 59 037 472    |
| Drapeau du Royaume-Uni                                  | Royaume-Uni                                  | 24 974 629  | 232 112   | 3 404 | 67 508 936    |
| Drapeau de la Russie                                    | Russie                                       | 24 268 728  | 403 188   | 2 769 | 144 713 312   |
| Drapeau de la Turquie                                   | Turquie                                      | 17 004 718  | 101 419   | 1 164 | 85 341 248    |
| Drapeau de l'Espagne                                    | Espagne                                      | 13 980 340  | 121 852   | 2 547 | 47 558 632    |
| Drapeau de l'Australie                                  | Australie                                    | 11 861 161  | 25 236    | 963   | 26 177 410    |
| Drapeau de la République socialiste du Viêt Nam         | Viêt Nam                                     | 11 624 000  | 43 206    | 433   | 98 186 856    |
| Drapeau de l'Argentine                                  | Argentine                                    | 10 101 218  | 130 663   | 2 877 | 45 510 324    |
| Drapeau de Taïwan                                       | Taïwan                                       | 9 970 937   | 17 672    | 739   | 23 420 107    |
| Drapeau des Pays-Bas                                    | Pays-Bas                                     | 8 640 008   | 22 986    | 1 283 | 17 564 020    |
| Drapeau de l'Iran                                       | Iran                                         | 7 627 863   | 146 837   | 1 640 | 88 550 568    |
| Drapeau du Mexique                                      | Mexique                                      | 7 619 458   | 334 551   | 2 601 | 127 504 120   |
| Drapeau de l'Indonésie                                  | Indonésie                                    | 6 829 399   | 162 059   | 581   | 275 501 344   |
| Drapeau de la Pologne                                   | Pologne                                      | 6 670 799   | 120 726   | 3 145 | 39 857 144    |
| Drapeau de la Colombie                                  | Colombie                                     | 6 391 876   | 142 727   | 2 758 | 51 874 028    |
| Drapeau de l'Autriche                                   | Autriche                                     | 6 082 444   | 22 534    | 2 485 | 8 939 617     |
| Drapeau de la Grèce                                     | Grèce                                        | 5 673 681   | 39 258    | 3 770 | 10 384 972    |
| Drapeau du Portugal                                     | Portugal                                     | 5 664 109   | 28 809    | 2 765 | 10 270 857    |
| Drapeau de l'Ukraine                                    | Ukraine                                      | 5 532 777   | 109 920   | 2 677 | 39 701 744    |
| Drapeau du Chili                                        | Chili                                        | 5 401 126   | 62 730    | 3 208 | 19 603 736    |
| Drapeau de la Malaisie                                  | Malaisie                                     | 5 309 410   | 37 351    | 1 076 | 33 938 216    |
| Drapeau de la Belgique                                  | Belgique                                     | 4 872 829   | 34 339    | 2 949 | 11 655 923    |
| Drapeau d’Israël                                        | Israël                                       | 4 841 558   | 12 707    | 1 395 | 9 449 000     |
| Drapeau du Canada                                       | Canada                                       | 4 819 055   | 55 282    | 1 424 | 38 454 328    |
| Drapeau de la Thaïlande                                 | Thaïlande                                    | 4 799 180   | 34 715    | 483   | 71 697 024    |
| Drapeau de la Tchéquie                                  | Tchéquie                                     | 4 761 919   | 43 509    | 4 076 | 10 493 990    |
| Drapeau du Pérou                                        | Pérou                                        | 4 526 977   | 220 975   | 6 601 | 34 049 588    |
| Drapeau de la Suisse                                    | Suisse                                       | 4 457 868   | 14 170    | 1 611 | 8 740 471     |
| Drapeau des Philippines                                 | Philippines                                  | 4 140 383   | 66 864    | 586   | 115 559 008   |
| Drapeau d'Afrique du Sud                                | Afrique du Sud                               | 4 072 765   | 102 595   | 1 644 | 59 893 884    |
| Drapeau de la Roumanie                                  | Roumanie                                     | 3 541 619   | 68 825    | 3 590 | 19 659 270    |
| Drapeau du Danemark                                     | Danemark                                     | 3 435 679   | 9 693     | 1 642 | 5 882 259     |
| Drapeau de Singapour                                    | Singapour                                    | 3 006 155   | 2 024     | 358   | 5 637 022     |
| Drapeau de Hong Kong                                    | Hong Kong                                    | 2 876 106   | 13 466    | 1 798 | 7 488 863     |
| Drapeau de la Suède                                     | Suède                                        | 2 755 181   | 27 399    | 2 612 | 10 549 349    |
| Drapeau de la Nouvelle-Zélande                          | Nouvelle-Zélande                             | 2 639 048   | 4 284     | 834   | 5 185 289     |
| Drapeau de la Serbie                                    | Serbie                                       | 2 583 470   | 18 057    | 2 658 | 6 871 547     |
| Drapeau de l'Irak                                       | Irak                                         | 2 465 545   | 25 375    | 575   | 44 496 124    |
| Drapeau de la Hongrie                                   | Hongrie                                      | 2 230 800   | 49 053    | 5 065 | 9 967 304     |
| Drapeau du Bangladesh                                   | Bangladesh                                   | 2 051 348   | 29 499    | 174   | 171 186 368   |
| Drapeau de la Slovaquie                                 | Slovaquie                                    | 1 878 002   | 21 227    | 3 878 | 5 643 455     |
| Drapeau de la Géorgie                                   | Géorgie                                      | 1 863 615   | 17 150    | 4 519 | 3 744 385     |
| Drapeau de la Jordanie                                  | Jordanie                                     | 1 746 997   | 14 122    | 1 254 | 11 285 875    |
| Drapeau de l'Irlande                                    | Irlande                                      | 1 745 088   | 9 744     | 1 906 | 5 023 108     |
| Drapeau du Pakistan                                     | Pakistan                                     | 1 580 631   | 30 656    | 125   | 235 824 864   |
| Drapeau de la Norvège                                   | Norvège                                      | 1 512 647   | 5 732     | 1 050 | 5 434 324     |
| Drapeau du Kazakhstan                                   | Kazakhstan                                   | 1 504 370   | 19 072    | 951   | 19 397 998    |
| Drapeau de la Finlande                                  | Finlande                                     | 1 499 712   | 11 466    | 2 058 | 5 540 745     |
| Drapeau de la Lituanie                                  | Lituanie                                     | 1 369 355   | 9 810     | 3 482 | 2 750 058     |
| Drapeau de la Slovénie                                  | Slovénie                                     | 1 356 582   | 10 083    | 4 766 | 2 119 843     |
| Drapeau de la Bulgarie                                  | Bulgarie                                     | 1 329 988   | 38 700    | 5 669 | 6 781 955     |
| Drapeau de la Croatie                                   | Croatie                                      | 1 317 144   | 18 752    | 4 799 | 4 030 361     |
| Drapeau du Maroc                                        | Maroc                                        | 1 279 115   | 16 305    | 436   | 37 457 976    |
| Drapeau du Guatemala                                    | Guatemala                                    | 1 250 371   | 20 203    | 1 131 | 17 843 914    |
| Drapeau du Liban                                        | Liban                                        | 1 239 904   | 10 947    | 1 905 | 5 489 744     |
| Drapeau du Costa Rica                                   | Costa Rica                                   | 1 234 701   | 9 372     | 1 844 | 5 180 836     |
| Drapeau de la Bolivie                                   | Bolivie                                      | 1 212 147   | 22 387    | 1 853 | 12 224 114    |
| Drapeau de la Tunisie                                   | Tunisie                                      | 1 153 361   | 29 423    | 2 427 | 12 356 116    |
| Drapeau de Cuba                                         | Cuba                                         | 1 113 662   | 8 530     | 771   | 11 212 198    |
| Drapeau de l'Équateur                                   | Équateur                                     | 1 077 445   | 36 050    | 2 022 | 18 001 002    |
| Drapeau des Émirats arabes unis                         | Émirats arabes unis                          | 1 067 030   | 2 349     | 229   | 9 441 138     |
| Drapeau du Panama                                       | Panama                                       | 1 044 821   | 8 748     | 1 987 | 4 408 582     |
| Drapeau de l'Uruguay                                    | Uruguay                                      | 1 041 346   | 7 682     | 2 265 | 3 422 796     |
| Drapeau de la Mongolie                                  | Mongolie                                     | 1 011 489   | 2 136     | 630   | 3 398 373     |
| Drapeau du Népal                                        | Népal                                        | 1 003 450   | 12 031    | 404   | 30 547 586    |
| Drapeau de la Biélorussie                               | Biélorussie                                  | 994 037     | 7 118     | 775   | 9 534 956     |
| Drapeau de la Lettonie                                  | Lettonie                                     | 977 765     | 7 475     | 3 973 | 1 850 654     |
| Drapeau de Chypre du Nord                               | Chypre du Nord                               | —           | —         | —     | 382 836       |
| Drapeau de l'Arabie saoudite                            | Arabie saoudite                              | 841 469     | 9 646     | 299   | 36 408 824    |
| Drapeau de l'Azerbaïdjan                                | Azerbaïdjan                                  | 835 757     | 10 353    | 1 005 | 10 358 078    |
| Drapeau du Paraguay                                     | Paraguay                                     | 735 759     | 19 880    | 2 940 | 6 780 745     |
| Drapeau de la Palestine                                 | Palestine (État)                             | 703 228     | 5 708     | 1 075 | 5 250 076     |
| Drapeau de Bahreïn                                      | Bahreïn                                      | 696 614     | 1 536     | 1 001 | 1 472 237     |
| Drapeau de Chypre                                       | Chypre                                       | 696 410     | 1 451     | 1 089 | 896 007       |
| Drapeau du Sri Lanka                                    | Sri Lanka                                    | 672 798     | 16 907    | 740   | 21 832 150    |
| Drapeau du Koweït                                       | Koweït                                       | 667 290     | 2 570     | 559   | 4 268 886     |
| Drapeau de la République dominicaine                    | République dominicaine                       | 661 103     | 4 384     | 390   | 11 228 821    |
| Drapeau de la Birmanie                                  | Birmanie                                     | 642 885     | 19 494    | 362   | 54 179 312    |
| Drapeau de la Moldavie                                  | Moldavie                                     | 637 520     | 12 245    | 4 027 | 3 272 993     |
| Drapeau de l'Estonie                                    | Estonie                                      | 610 471     | 2 998     | 2 220 | 1 326 064     |
| Drapeau du Venezuela                                    | Venezuela                                    | 552 695     | 5 856     | 207   | 28 301 700    |
| Drapeau de l'Égypte                                     | Égypte                                       | 516 023     | 24 830    | 220   | 110 990 096   |
| Drapeau du Qatar                                        | Qatar                                        | 514 524     | 690       | 238   | 2 695 131     |
| Drapeau de la Libye                                     | Libye                                        | 507 269     | 6 437     | 891   | 6 812 344     |
| Drapeau de l'Éthiopie                                   | Éthiopie                                     | 501 193     | 7 574     | 60    | 123 379 928   |
| Drapeau de La Réunion                                   | La Réunion                                   | 494 595     | 921       | 1 056 | 974 062       |
| Drapeau du Honduras                                     | Honduras                                     | 472 896     | 11 114    | 1 062 | 10 432 858    |
| Drapeau de l'Arménie                                    | Arménie                                      | 452 273     | 8 777     | 3 046 | 2 780 472     |
| Drapeau de la Bosnie-Herzégovine                        | Bosnie-Herzégovine                           | 403 666     | 16 392    | 5 114 | 3 233 530     |
| Drapeau d'Oman                                          | Oman                                         | 399 449     | 4 628     | 978   | 4 576 300     |
| Drapeau du Luxembourg                                   | Luxembourg                                   | 393 542     | 1 000     | 1 530 | 647 601       |
| Drapeau de la Macédoine du Nord                         | Macédoine du Nord                            | 350 924     | 9 978     | 5 422 | 2 093 606     |
| Drapeau de la Zambie                                    | Zambie                                       | 349 842     | 4 077     | 202   | 20 017 670    |
| Drapeau du Brunei                                       | Brunei                                       | 347 723     | 179       | 393   | 449 002       |
| Drapeau du Kenya                                        | Kenya                                        | 344 106     | 5 689     | 104   | 54 027 484    |
| Drapeau de l'Albanie                                    | Albanie                                      | 335 047     | 3 605     | 1 274 | 2 842 318     |
| Drapeau du Botswana                                     | Botswana                                     | 330 696     | 2 801     | 1 148 | 2 630 300     |
| Drapeau de Maurice                                      | Maurice                                      | 328 167     | 1 073     | 840   | 1 299 478     |
| Drapeau du Kosovo                                       | Kosovo                                       | 274 279     | 3 212     | 1 869 | 1 782 115     |
| Drapeau de l'Algérie                                    | Algérie                                      | 272 139     | 6 881     | 151   | 44 903 228    |
| Drapeau du Nigeria                                      | Nigeria                                      | 267 188     | 3 155     | 14    | 218 541 216   |
| Drapeau du Zimbabwe                                     | Zimbabwe                                     | 266 386     | 5 740     | 357   | 16 320 539    |
| Drapeau du Monténégro                                   | Monténégro                                   | 251 280     | 2 654     | 4 317 | 627 082       |
| Drapeau de l'Afghanistan                                | Afghanistan                                  | 235 214     | 7 998     | 197   | 41 128 772    |
| Drapeau du Mozambique                                   | Mozambique                                   | 233 843     | 2 252     | 68    | 32 969 520    |
| Drapeau de la Martinique                                | Martinique                                   | 230 354     | 1 104     | 3 159 | 367 512       |
| Drapeau du Laos                                         | Laos                                         | 219 060     | 671       | 88    | 7 529 477     |
| Drapeau de l'Islande                                    | Islande                                      | 210 374     | 186       | 489   | 372 903       |
| Drapeau de la Guadeloupe                                | Guadeloupe                                   | 203 235     | 1 021     | 2 653 | 395 762       |
| Drapeau du Salvador                                     | Salvador                                     | 201 920     | 4 230     | 673   | 6 336 393     |
| Drapeau de Trinité-et-Tobago                            | Trinité-et-Tobago                            | 191 496     | 4 390     | 2 934 | 1 531 043     |
| Drapeau des Maldives                                    | Maldives                                     | 186 694     | 316       | 602   | 523 798       |
| Drapeau de l'Ouzbékistan                                | Ouzbékistan                                  | 175 081     | 1 016     | 29    | 34 627 648    |
| Drapeau de la Namibie                                   | Namibie                                      | 172 533     | 4 108     | 1 421 | 2 567 024     |
| Drapeau de l'Ouganda                                    | Ouganda                                      | 172 154     | 3 632     | 76    | 47 249 588    |
| Drapeau du Ghana                                        | Ghana                                        | 172 062     | 1 462     | 44    | 33 475 870    |
| Drapeau de la Jamaïque                                  | Jamaïque                                     | 157 181     | 3 611     | 1 271 | 2 827 382     |
| Drapeau du Cambodge                                     | Cambodge                                     | 139 319     | 3 056     | 177   | 16 767 851    |
| Drapeau du Rwanda                                       | Rwanda                                       | 133 264     | 1 468     | 107   | 13 776 702    |
| Drapeau du Cameroun                                     | Cameroun                                     | 125 246     | 1 974     | 71    | 27 914 542    |
| Drapeau de Malte                                        | Malte                                        | 122 796     | 922       | 1 745 | 533 293       |
| Drapeau de la Barbade                                   | Barbade                                      | 108 582     | 593       | 2 100 | 281 646       |
| Drapeau de l'Angola                                     | Angola                                       | 107 481     | 1 937     | 54    | 35 588 996    |
| Drapeau de la république démocratique du Congo          | République démocratique du Congo             | 101 009     | 1 474     | 14    | 99 010 216    |
| Drapeau de la Guyane                                    | Guyane                                       | 98 041      | 413       | 1 384 | 304 568       |
| Drapeau du Sénégal                                      | Sénégal                                      | 89 485      | 1 971     | 111   | 17 316 452    |
| Drapeau du Malawi                                       | Malawi                                       | 89 168      | 2 686     | 130   | 20 405 318    |
| Drapeau du Kirghizistan                                 | Kirghizistan                                 | 88 953      | 1 024     | 147   | 6 630 621     |
| Drapeau de la Côte d'Ivoire                             | Côte d'Ivoire                                | 88 434      | 835       | 27    | 28 160 548    |
| Drapeau du Suriname                                     | Suriname                                     | 82 501      | 1 406     | 2 256 | 618 046       |
| Drapeaux de la Nouvelle-Calédonie                       | Nouvelle-Calédonie                           | 80 163      | 314       | 1 093 | 289 959       |
| Drapeau de la Polynésie française                       | Polynésie française                          | 79 387      | 650       | 2 318 | 306 292       |
| Drapeau de l'Eswatini                                   | Eswatini                                     | 75 356      | 1 427     | 1 170 | 1 201 680     |
| Drapeau du Guyana                                       | Guyana                                       | 74 443      | 1 302     | 1 584 | 808 727       |
| Drapeau du Belize                                       | Belize                                       | 71 414      | 688       | 1 708 | 405 285       |
| Drapeau des Fidji                                       | Fidji                                        | 69 047      | 885       | 962   | 929 769       |
| Drapeau de Madagascar                                   | Madagascar                                   | 68 567      | 1 428     | 46    | 29 611 718    |
| Drapeau de Jersey                                       | Jersey                                       | 66 391      | 161       | 1 555 | 110 796       |
| Drapeau du Cap-Vert                                     | Cap-Vert                                     | 64 474      | 417       | 802   | 593 162       |
| Drapeau du Soudan                                       | Soudan                                       | 63 993      | 5 046     | 102   | 46 874 200    |
| Drapeau de la Mauritanie                                | Mauritanie                                   | 63 872      | 997       | 204   | 4 736 146     |
| Drapeau du Bhoutan                                      | Bhoutan                                      | 62 697      | 21        | 26    | 782 457       |
| Drapeau de la Syrie                                     | Syrie                                        | 57 423      | 3 163     | 140   | 22 125 242    |
| Drapeau du Burundi                                      | Burundi                                      | 54 569      | 15        | 1     | 12 889 583    |
| Drapeau de Guam                                         | Guam                                         | 52 287      | 419       | 2 536 | 171 783       |
| Drapeau des Seychelles                                  | Seychelles                                   | 51 886      | 172       | 1 370 | 107 135       |
| Drapeau du Gabon                                        | Gabon                                        | 49 051      | 307       | 126   | 2 388 997     |
| Drapeau d'Andorre                                       | Andorre                                      | 48 015      | 159       | 1 994 | 79 843        |
| Drapeau de la Papouasie-Nouvelle-Guinée                 | Papouasie-Nouvelle-Guinée                    | 46 864      | 670       | 65    | 10 142 625    |
| Drapeau de Curaçao                                      | Curaçao                                      | 45 883      | 305       | 1 645 | 191 173       |
| Drapeau d'Aruba                                         | Aruba                                        | 44 224      | 292       | 2 708 | 106 459       |
| Drapeau de la Tanzanie                                  | Tanzanie                                     | 43 230      | 846       | 13    | 65 497 752    |
| Drapeau de Mayotte                                      | Mayotte                                      | 42 027      | 187       | 612   | 326 113       |
| Drapeau du Togo                                         | Togo                                         | 39 530      | 290       | 31    | 8 848 700     |
| Drapeau des Bahamas                                     | Bahamas                                      | 39 127      | 849       | 2 135 | 409 989       |
| Drapeau de la Guinée                                    | Guinée                                       | 38 572      | 468       | 33    | 13 859 349    |
| Drapeau de l'île de Man                                 | Île de Man                                   | 38 008      | 116       | 1 378 | 84 534        |
| Drapeau du Lesotho                                      | Lesotho                                      | 36 138      | 709       | 310   | 2 305 826     |
| Drapeau de Guernesey                                    | Bailliage de Guernesey                       | 35 326      | 67        | 1 051 | 63 329        |
| Drapeau des Îles Féroé                                  | Îles Féroé                                   | 34 658      | 28        | 518   | 53 117        |
| Drapeau d'Haïti                                         | Haïti                                        | 34 456      | 860       | 74    | 11 585 003    |
| Drapeau du Mali                                         | Mali                                         | 33 166      | 743       | 32    | 22 593 598    |
| Drapeau des États fédérés de Micronésie                 | États fédérés de Micronésie                  | 31 765      | 65        | 579   | 114 178       |
| Drapeau des îles Caïmans                                | Îles Caïmans                                 | 31 472      | 37        | 516   | 68 722        |
| Drapeau de Sainte-Lucie                                 | Sainte-Lucie                                 | 30 282      | 410       | 2 293 | 179 872       |
| Drapeau du Bénin                                        | Bénin                                        | 28 036      | 163       | 11    | 13 352 864    |
| Drapeau de la Somalie                                   | Somalie                                      | 27 334      | 1 361     | 76    | 17 597 508    |
| Drapeau des Îles Salomon                                | Îles Salomon                                 | 25 954      | 199       | 254   | 724 272       |
| Drapeau de Saint-Marin                                  | Saint-Marin                                  | 25 292      | 126       | 3 693 | 33 690        |
| Drapeau de la république du Congo                       | République du Congo                          | 25 227      | 389       | 64    | 5 970 430     |
| Drapeau du Timor oriental                               | Timor oriental                               | 23 460      | 138       | 100   | 1 341 298     |
| Drapeau du Burkina Faso                                 | Burkina Faso                                 | 22 139      | 400       | 17    | 22 673 764    |
| Drapeau du Liechtenstein                                | Liechtenstein                                | 21 588      | 89        | 2 262 | 39 355        |
| Drapeau de Gibraltar                                    | Gibraltar                                    | 20 550      | 113       | 3 002 | 32 677        |
| Drapeau de Grenade                                      | Grenade                                      | 19 693      | 238       | 2 035 | 125 459       |
| Drapeau des Bermudes                                    | Bermudes                                     | 18 860      | 165       | 2 547 | 64 207        |
| Drapeau du Soudan du Sud                                | Soudan du Sud                                | 18 823      | 147       | 13    | 10 913 172    |
| Drapeau du Tadjikistan                                  | Tadjikistan                                  | 17 786      | 125       | 12    | 9 952 789     |
| Drapeau de Monaco                                       | Monaco                                       | 17 181      | 67        | 1 720 | 36 491        |
| Drapeau de la Guinée équatoriale                        | Guinée équatoriale                           | 17 130      | 183       | 101   | 1 674 916     |
| Drapeau des Samoa                                       | Samoa                                        | 17 057      | 31        | 144   | 222 390       |
| Drapeau des Tonga                                       | Tonga                                        | 16 976      | 12        | 114   | 106 867       |
| Drapeau des Îles Marshall                               | Îles Marshall                                | 16 297      | 17        | 424   | 41 593        |
| Drapeau du Nicaragua                                    | Nicaragua                                    | 16 185      | 245       | 36    | 6 948 395     |
| Drapeau de la Dominique                                 | Dominique                                    | 16 047      | 74        | 1 106 | 72 758        |
| Drapeau de Djibouti                                     | Djibouti                                     | 15 690      | 189       | 166   | 1 120 851     |
| Drapeau de la République centrafricaine                 | République centrafricaine                    | 15 441      | 113       | 22    | 5 579 148     |
| Drapeau des Îles Mariannes du Nord                      | Îles Mariannes du Nord                       | 14 912      | 41        | 889   | 49 574        |
| Drapeau de la Gambie                                    | Gambie                                       | 12 627      | 372       | 141   | 2 705 995     |
| Drapeau de la Martinique                                | Martinique                                   | 12 324      | 46        | 1 591 | 31 816        |
| Drapeau du Vanuatu                                      | Vanuatu                                      | 12 019      | 14        | 44    | 326 744       |
| Drapeau du Groenland                                    | Groenland                                    | 11 971      | 21        | 374   | 56 494        |
| Drapeau du Yémen                                        | Yémen                                        | 11 945      | 2 159     | 56    | 33 696 612    |
| Drapeau des Pays-Bas caribéens                          | Pays-Bas caribéens                           | 11 922      | 41        | 1 430 | 27 052        |
| Drapeau de Saint-Martin                                 | Saint-Martin (royaume des Pays-Bas)          | 11 051      | 92        | 2 182 | 44 192        |
| Drapeau de l'Érythrée                                   | Érythrée                                     | 10 189      | 103       | 30    | 3 684 041     |
| Drapeau de Saint-Vincent-et-les-Grenadines              | Saint-Vincent-et-les-Grenadines              | 9 674       | 124       | 1 214 | 103 959       |
| Drapeau de la Guinée-Bissau                             | Guinée-Bissau                                | 9 614       | 177       | 84    | 2 105 580     |
| Drapeau du Niger                                        | Niger                                        | 9 518       | 315       | 12    | 26 207 982    |
| Drapeau des Comores                                     | Comores                                      | 9 109       | 160       | 191   | 836 783       |
| Drapeau d'Antigua-et-Barbuda                            | Antigua-et-Barbuda                           | 9 106       | 146       | 1 572 | 93 772        |
| Drapeau des Samoa américaines                           | Samoa américaines                            | 8 359       | 34        | 702   | 44 295        |
| Drapeau de Sierra Leone                                 | Sierra Leone                                 | 7 979       | 125       | 15    | 8 605 723     |
| Drapeau du Libéria                                      | Liberia                                      | 7 930       | 294       | 54    | 5 302 690     |
| Drapeau du Tchad                                        | Tchad                                        | 7 702       | 194       | 10    | 17 723 312    |
| Drapeau des Îles Vierges britanniques                   | Îles Vierges britanniques                    | 7 557       | 64        | 1 669 | 31 332        |
| Drapeau des Îles Cook                                   | Îles Cook                                    | 7 345       | 2         | 135   | 17 032        |
| Drapeau des îles Turques-et-Caïques                     | Îles Turques-et-Caïques                      | 6 805       | 40        | 872   | 45 726        |
| Drapeau de Sao Tomé-et-Principe                         | Sao Tomé-et-Principe                         | 6 771       | 80        | 353   | 227 393       |
| Drapeau de Saint-Christophe-et-Niévès                   | Saint-Christophe-et-Niévès                   | 6 607       | 46        | 984   | 47 681        |
| Drapeau des Palaos                                      | Palaos                                       | 6 372       | 10        | 562   | 18 084        |
| Drapeau de Saint-Barthélemy                             | Saint-Barthélemy (Antilles françaises)       | 5 507       | 5         | 456   | 10 994        |
| Drapeau de Nauru                                        | Nauru                                        | 5 393       | 1         | 84    | 12 691        |
| Drapeau des Kiribati                                    | Kiribati                                     | 5 085       | 24        | 183   | 131 237       |
| Drapeau d'Anguilla                                      | Anguilla                                     | 3 904       | 12        | 844   | 15 877        |
| Drapeau de Wallis-et-Futuna                             | Wallis-et-Futuna                             | 3 760       | 9         | 782   | 11 596        |
| Drapeau de Macao                                        | Macao                                        | 3 514       | 121       | 174   | 704 359       |
| Drapeau de Saint-Pierre-et-Miquelon                     | Saint-Pierre-et-Miquelon                     | 3 426       | 2         | 347   | 5 885         |
| Drapeau des Tuvalu                                      | Tuvalu                                       | 2 943       | 1         | 99    | 11 335        |
| Drapeau de Sainte-Hélène, Ascension et Tristan da Cunha | Sainte-Hélène, Ascension et Tristan da Cunha | 2 166       | 0         | 0     | 5 401         |
| Drapeau des Îles Malouines                              | Îles Malouines                               | 1 923       | 0         | 0     | 3 801         |
| Drapeau de Montserrat                                   | Montserrat (Antilles)                        | 1 403       | 8         | 1 787 | 4 413         |
| Drapeau de Niue                                         | Niue                                         | 1 074       | 0         | 0     | 1 952         |
| Drapeau des Tokelau                                     | Tokelau                                      | 80          | 0         | 0     | 1 893         |
| Drapeau du Vatican                                      | Vatican                                      | 26          | 0         | 0     | 808           |
| Drapeau des Îles Pitcairn                               | Îles Pitcairn                                | 4           | 0         | 0     | 47            |
| Drapeau du Sahara occidental                            | Sahara occidental                            | —           | —         | —     | 568 746       |
| Drapeau de la Corée du Nord                             | Corée du Nord                                | 0           | 0         | 0     | 26 069 416    |
| Drapeau du Turkménistan                                 | Turkménistan                                 | 0           | 0         | 0     | 6 430 777     |
| 1. 2. 3. 4. 5. 6. 7.                                    |                                              |             |           |       |               |

### Liste des régions et villes les plus touchées
Si différents pays sont touchés, la maladie ne se propage pas identiquement à l'intérieur de chaque pays, et certaines villes ou régions — suivant la granularité des statistiques — présentent des points d'intérêt plus précis que la granularité au niveau du pays.
En Amérique, les villes les plus touchées sont :
- au Brésil, Manaus, Fortaleza, Rio de Janeiro et São Paulo, qui comptent plus de la moitié de la mortalité du pays ;
- en Amérique du Nord, New York, Détroit, Montréal, Boston et Toronto, et leurs alentours.

En Europe, parmi les principales régions touchées au moment du confinement, on trouve :
- en Italie, la Lombardie avec près de la moitié des décès italiens[2] ;
- en France, l'Île-de-France et le Grand Est, avec 39 % et 19 % des décès français ;
- en Espagne, la communauté de Madrid (33 % des décès espagnols) et la Catalogne (21 % des décès espagnols)[3],[4] ;
- en Allemagne, la Bavière, la Rhénanie-du-Nord-Westphalie et le Bade-Wurtemberg ;
- en Belgique, la région de Bruxelles-Capitale.

En Asie :
- en Iran, Téhéran et Ispahan, toutes deux dotées d'un réseau de métro, sont les villes les plus touchées, avec un tiers des cas de maladie ;
- en Chine, Wuhan est la ville la plus touchée.

Les villes et régions les plus touchées sont souvent de taille importante, avec un réseau de métro.

### Lieux spécifiques
| Ville                                   | Pays        | Population | Année population | Décès confirmés liés à la Covid-19 | Jour             | Décès confirmés par million |
| --------------------------------------- | ----------- | ---------- | ---------------- | ---------------------------------- | ---------------- | --------------------------- |
| New York (État de New York)             | États-Unis  | 8 336 817  | 2019             | 23 669                             | 26 août 2020     | 2 839                       |
| Mexico                                  | Mexique     | 8 918 653  | 2015             | 10 671                             | 3 septembre 2020 | 1 196                       |
| Bruxelles (Région)                      | Belgique    | 1 211 026  | 2020             | 1 533                              | 3 septembre 2020 | 1 266                       |
| Madrid (Communauté)                     | Espagne     | 6 747 425  | 2020             | 8546                               | 24 août 2020     | 1 267                       |
| Londres                                 | Royaume-Uni | 8 908 081  | 2018             | 6 390 (seuls hôpitaux)             | 24 août 2020     | 717                         |
| Wuhan (Province du Hubei)               | Chine       | 11 212 000 | 2019             | 3 869                              | 17 avril 2020    | 345                         |
| Belém (État du Pará)                    | Brésil      | 1 492 745  | 2018             | 2 089                              | 25 août 2020     | 1 399                       |
| São Paulo (État de São Paulo)           | Brésil      | 12 252 023 | 2019             | 11 141                             | 25 août 2020     | 909                         |
| Rio de Janeiro (État de Rio de Janeiro) | Brésil      | 6 718 903  | 2019             | 9 468                              | 25 août 2020     | 1 409                       |
| Fortaleza (État du Ceará)               | Brésil      | 2 643 247  | 2018             | 3 778                              | 25 août 2020     | 1 429                       |
| Recife (État du Pernambuc)              | Brésil      | 1 645 727  | 2019             | 2 261                              | 25 août 2020     | 1 374                       |
| Paris (Région Île-de-France)            | France      | 2 187 526  | 2017             | 1 800                              | 25 août 2020     | 823                         |
| Montréal (Province de Québec)           | Canada      | 2 052 910  | 2019             | 3 465                              | 3 septembre 2020 | 1 687                       |
| Chicago (État de l'Illinois)            | États-Unis  | 2 693 976  | 2019             | 2 693                              | 26 août 2020     | 1 000                       |
| Détroit (État du Michigan)              | États-Unis  | 670 031    | 2019             | 1 604                              | 26 août 2020     | 2 394                       |
| Haut-Rhin (Grand Est)                   | France      | 764 030    | 2017             | 763 (seuls hôpitaux)               | 21 mai 2020      | 999                         |

En dehors des grandes villes, certains bateaux et abattoirs ont également été des lieux de transmission de la Covid-19, en France, en Allemagne et aux États-Unis.
Les mines sont également un lieu où l'épidémie frappe.

## Liste de pays et territoires officiellement indemnes de la Covid-19
Cette liste, découle des informations officielles sur les pays contaminés par le virus SARS-CoV-2.
Certains pays cependant font l'objet de doutes quant à la fiabilité de leur information par la nature dictatoriale de leur régime (Corée du Nord, Turkménistan), le manque de tests et la proximité avec des pays infectés. Si en Corée du Nord, la KCNA va jusqu'à rapporter un cas suspect dans la ville frontalière de Kaesŏng, le résultat du test est qualifié par la suite d'incertain.
Ce n'est pas forcément le cas des pays d'Océanie, nations insulaires, qui, bien que n'effectuant pas de dépistage au printemps, sont relativement épargnés de par leur isolement à la fois vers l'extérieur avec la fermeture des frontières mais aussi en intérieur.
En 2021, les Tonga, Palaos et les Samoa américaines enregistrent leurs premiers cas depuis le début de la pandémie. L'île de Norfolk est touché le 30 décembre 2021
En 2022, les Kiribati et les États associés néo-zélandais des Îles Cook et Niue enregistrent des cas. Nauru est également touché en avril. La Corée du Nord signale son premier cas en mai.
| Afrique                    | Amérique                                     | Asie                                                                    | Europe                  | Océanie |
| Pays                       | Pays                                         | Pays                                                                    | Pays                    | Pays    |
| -------------------------- | -------------------------------------------- | ----------------------------------------------------------------------- | ----------------------- | ------- |
| NC                         | NC                                           | - Turkménistan                                                          | NC                      | NC      |
| Territoires et dépendances |                                              |                                                                         |                         |         |
| NC                         | - Géorgie du Sud-et-les îles Sandwich du Sud | - Île Christmas - Îles Cocos - Territoire britannique de l'océan Indien | - Svalbard et Jan Mayen | NC      |

L'Antarctique, non habité de façon permanente, est le dernier continent atteint par la pandémie ; les premiers cas sont confirmés fin décembre 2020.

## Chronologie
En 2021 le 12 novembre, le bilan est de 251 millions de malades et de 5 millions de morts.
En 2021 le 11 novembre, 7 milliards de doses de vaccins ont été injectées.
| Pays/territoires                             | Date du premier cas | Date du premier décès | Remarque                        | Date plus de mille décès |
| -------------------------------------------- | ------------------- | --------------------- | ------------------------------- | ------------------------ |
| Chine                                        | 17 novembre 2019    | 9 janvier 2020        |                                 | 10 février 2020          |
| Thaïlande                                    | 13 janvier 2020     | 1er mars 2020         | Premier cas en Asie du Sud-Est  | 30 mai 2021              |
| Japon                                        | 14 janvier 2020     | 13 février 2020       |                                 | 29 juillet 2020          |
| Corée du Sud                                 | 19 janvier 2020     | 20 février 2020       |                                 | 5 janvier 2021           |
| États-Unis                                   | 20 janvier 2020     | 3 mars 2020           | Premier cas en Amérique du Nord | 27 mars 2020             |
| Népal                                        | 23 janvier 2020     | 16 mai 2020           |                                 | 19 octobre 2020          |
| Singapour                                    | 23 janvier 2020     | 20 mars 2020          |                                 | 28 février 2022          |
| France                                       | 24 janvier 2020     | 15 février 2020       | Premier cas en Europe           | 25 mars 2020             |
| Viêt Nam                                     | 24 janvier 2020     | 1er août 2020         |                                 | 30 juillet 2021          |
| Australie                                    | 25 janvier 2020     | 1er mars 2020         | Premier cas en Océanie          | 31 août 2021             |
| Malaisie                                     | 25 janvier 2020     | 18 mars 2020          |                                 | 18 février 2021          |
| Canada                                       | 26 janvier 2020     | 11 mars 2020          |                                 | 17 avril 2020            |
| Cambodge                                     | 27 janvier 2020     | 12 mars 2021          |                                 | 16 juillet 2021          |
| Sri Lanka                                    | 27 janvier 2020     | 29 mars 2020          |                                 | 8 mai 2021               |
| Allemagne                                    | 28 janvier 2020     | 10 mars 2020          |                                 | 3 avril 2020             |
| Finlande                                     | 29 janvier 2020     | 21 mars 2020          |                                 | 28 juillet 2021          |
| Italie                                       | 29 janvier 2020     | 22 février 2020       |                                 | 13 mars 2020             |
| Émirats arabes unis                          | 29 janvier 2020     | 21 mars 2020          | Premier cas en Asie de l'Ouest  | 14 février 2021          |
| Inde                                         | 30 janvier 2020     | 13 mars 2020          |                                 | 24 avril 2020            |
| Philippines                                  | 30 janvier 2020     | 2 février 2020        | Premier décès hors Chine        | 1er août 2020            |
| Russie                                       | 31 janvier 2020     | 26 mars 2020          |                                 | 30 avril 2020            |
| Suède                                        | 31 janvier 2020     | 15 mars 2020          |                                 | 10 avril 2020            |
| Royaume-Uni                                  | 1er février 2020    | 7 mars 2020           |                                 | 28 mars 2020             |
| Espagne                                      | 2 février 2020      | 13 février 2020       |                                 | 20 mars 2020             |
| Belgique                                     | 4 février 2020      | 11 mars 2020          |                                 | 30 mars 2020             |
| Égypte                                       | 14 février 2020     | 8 mars 2020           | Premier cas en Afrique          | 2 juin 2020              |
| Iran                                         | 19 février 2020     | 19 février 2020       |                                 | 18 mars 2020             |
| Israël                                       | 21 février 2020     | 20 mars 2020          |                                 | 4 septembre 2020         |
| Liban                                        | 21 février 2020     | 11 mars 2020          |                                 | 30 novembre 2020         |
| Afghanistan                                  | 24 février 2020     | 23 mars 2020          |                                 | 12 juillet 2020          |
| Bahreïn                                      | 24 février 2020     | 16 mars 2020          |                                 | 2 juin 2021              |
| Irak                                         | 24 février 2020     | 4 mars 2020           |                                 | 21 juin 2020             |
| Koweït                                       | 24 février 2020     | 4 avril 2020          |                                 | 15 février 2021          |
| Oman                                         | 24 février 2020     | 1er avril 2020        |                                 | 8 octobre 2020           |
| Suisse                                       | 24 février 2020     | 5 mars 2020           |                                 | 11 avril 2020            |
| Algérie                                      | 25 février 2020     | 12 mars 2020          |                                 | 12 juillet 2020          |
| Autriche                                     | 26 février 2020     | 13 mars 2020          |                                 | 24 octobre 2020          |
| Brésil                                       | 26 février 2020     | 18 mars 2020          | Premier cas en Amérique du Sud  | 12 avril 2020            |
| Croatie                                      | 26 février 2020     | 25 mars 2020          |                                 | 15 novembre 2020         |
| Géorgie                                      | 26 février 2020     | 5 avril 2020          |                                 | 23 novembre 2020         |
| Macédoine du Nord                            | 26 février 2020     | 23 mars 2020          |                                 | 2 novembre 2020          |
| Norvège                                      | 26 février 2020     | 13 mars 2020          |                                 | 18 novembre 2021         |
| Pakistan                                     | 26 février 2020     | 19 mars 2020          |                                 | 21 mai 2020              |
| Roumanie                                     | 26 février 2020     | 23 mars 2020          |                                 | 13 mai 2020              |
| Danemark                                     | 27 février 2020     | 15 mars 2020          |                                 | 18 décembre 2020         |
| Estonie                                      | 27 février 2020     | 26 mars 2020          |                                 | 9 avril 2021             |
| Grèce                                        | 27 février 2020     | 12 mars 2020          |                                 | 15 novembre 2020         |
| Lituanie                                     | 28 février 2020     | 20 mars 2020          |                                 | 13 décembre 2020         |
| Mexique                                      | 28 février 2020     | 19 mars 2020          |                                 | 17 avril 2020            |
| Pays-Bas                                     | 28 février 2020     | 7 mars 2020           |                                 | 1er avril 2020           |
| Nouvelle-Zélande                             | 28 février 2020     | 29 mars 2020          | 22 mai 2022                     |                          |
| Nigeria                                      | 28 février 2020     | 26 mars 2020          |                                 | 24 août 2020             |
| Saint-Marin                                  | 28 février 2020     | 7 mars 2020           |                                 |                          |
| Azerbaïdjan                                  | 29 février 2020     | 18 mars 2020          |                                 | 19 novembre 2020         |
| Biélorussie                                  | 29 février 2020     | 1er avril 2020        |                                 | 7 novembre 2020          |
| Équateur                                     | 29 février 2020     | 16 mars 2020          |                                 | 2 mai 2020               |
| Monaco                                       | 29 février 2020     | 17 avril 2020         |                                 |                          |
| Qatar                                        | 29 février 2020     | 30 mars 2020          |                                 |                          |
| Arménie                                      | 1er mars 2020       | 27 mars 2020          |                                 | 8 octobre 2020           |
| Tchéquie                                     | 1er mars 2020       | 23 mars 2020          |                                 | 11 octobre 2020          |
| Islande                                      | 1er mars 2020       | 20 mars 2020          |                                 |                          |
| Irlande                                      | 1er mars 2020       | 12 mars 2020          |                                 | 30 avril 2020            |
| Luxembourg                                   | 1er mars 2020       | 13 mars 2020          |                                 | 9 mars 2022              |
| République dominicaine                       | 2 mars 2020         | 17 mars 2020          | Premier cas dans les Antilles   | 23 juillet 2020          |
| Indonésie                                    | 2 mars 2020         | 11 mars 2020          |                                 | 12 mai 2020              |
| Jordanie                                     | 2 mars 2020         | 28 mars 2020          |                                 | 5 novembre 2020          |
| Lettonie                                     | 2 mars 2020         | 4 avril 2020          |                                 | 20 janvier 2021          |
| Maroc                                        | 2 mars 2020         | 10 mars 2020          |                                 | 28 août 2020             |
| Portugal                                     | 2 mars 2020         | 17 mars 2020          |                                 | 1er mai 2020             |
| Saint-Barthélemy                             | 2 mars 2020         | 14 mars 2021          |                                 |                          |
| Saint-Martin                                 | 2 mars 2020         | 31 mars 2020          |                                 | 6 août 2022              |
| Arabie saoudite                              | 2 mars 2020         | 24 mars 2020          |                                 | 16 juin 2020             |
| Sénégal                                      | 2 mars 2020         | 2 avril 2020          |                                 | 20 mars 2021             |
| Tunisie                                      | 2 mars 2020         | 20 mars 2020          |                                 | 27 octobre 2020          |
| Andorre                                      | 3 mars 2020         | 22 mars 2020          |                                 |                          |
| Argentine                                    | 3 mars 2020         | 7 mars 2020           |                                 | 23 juin 2020             |
| Chili                                        | 3 mars 2020         | 21 mars 2020          |                                 | 1er juin 2020            |
| Gibraltar                                    | 3 mars 2020         | 13 novembre 2020      |                                 |                          |
| Ukraine                                      | 3 mars 2020         | 13 mars 2020          |                                 | 21 juin 2020             |
| Pologne                                      | 4 mars 2020         | 13 mars 2020          |                                 | 26 mai 2020              |
| Slovénie                                     | 4 mars 2020         | 17 mars 2020          |                                 | 19 novembre 2020         |
| Bosnie-Herzégovine                           | 5 mars 2020         | 21 mars 2020          |                                 | 20 octobre 2020          |
| Hongrie                                      | 5 mars 2020         | 16 mars 2020          |                                 | 14 octobre 2020          |
| Liechtenstein                                | 5 mars 2020         | 5 avril 2020          |                                 |                          |
| Palestine                                    | 5 mars 2020         | 26 mars 2020          |                                 | 11 décembre 2020         |
| Afrique du Sud                               | 5 mars 2020         | 28 mars 2020          |                                 | 4 juin 2020              |
| Bhoutan                                      | 6 mars 2020         | 9 janvier 2021        |                                 |                          |
| Cameroun                                     | 6 mars 2020         | 25 mars 2020          |                                 | 1er mai 2021             |
| Colombie                                     | 6 mars 2020         | 23 mars 2020          |                                 | 2 juin 2020              |
| Îles Féroé                                   | 6 mars 2020         | 7 janvier 2021        |                                 |                          |
| Saint-Siège                                  | 6 mars 2020         | NC                    |                                 |                          |
| Serbie                                       | 6 mars 2020         | 20 mars 2020          |                                 | 16 novembre 2020         |
| Slovaquie                                    | 6 mars 2020         | 7 avril 2020          |                                 | 7 décembre 2020          |
| Guyane                                       | 7 mars 2020         | 21 avril 2020         |                                 |                          |
| Maldives                                     | 7 mars 2020         | 1er mai 2020          |                                 |                          |
| Malte                                        | 7 mars 2020         | 9 avril 2020          |                                 |                          |
| Martinique                                   | 7 mars 2020         | 26 mars 2020          |                                 |                          |
| Pérou                                        | 7 mars 2020         | 20 mars 2020          |                                 | 16 avril 2020            |
| Moldavie                                     | 7 mars 2020         | 20 mars 2020          |                                 | 1er septembre 2020       |
| Togo                                         | 7 mars 2020         | 29 mars 2020          |                                 |                          |
| Bangladesh                                   | 8 mars 2020         | 19 mars 2020          |                                 | 10 juin 2020             |
| Bulgarie                                     | 8 mars 2020         | 12 mars 2020          |                                 | 20 octobre 2020          |
| Costa Rica                                   | 8 mars 2020         | 18 mars 2020          |                                 | 8 octobre 2020           |
| Paraguay                                     | 8 mars 2020         | 21 mars 2020          |                                 | 10 octobre 2020          |
| Albanie                                      | 9 mars 2020         | 13 mars 2020          |                                 | 14 décembre 2020         |
| Chypre                                       | 9 mars 2020         | 25 mars 2020          |                                 | 22 avril 2022            |
| Guernesey                                    | 9 mars 2020         | 1er avril 2020        |                                 |                          |
| Brunei                                       | 10 mars 2020        | 28 mars 2020          |                                 |                          |
| Jamaïque                                     | 10 mars 2020        | 19 mars 2020          |                                 | 15 juin 2021             |
| Mongolie                                     | 10 mars 2020        | 6 janvier 2021        |                                 | 16 septembre 2021        |
| Panama                                       | 10 mars 2020        | 11 mars 2020          |                                 | 18 juillet 2020          |
| Bolivie                                      | 11 mars 2020        | 31 mars 2020          |                                 | 30 juin 2020             |
| Burkina Faso                                 | 11 mars 2020        | 18 mars 2020          |                                 |                          |
| République démocratique du Congo             | 11 mars 2020        | 21 mars 2020          |                                 | 19 juillet 2021          |
| Turquie                                      | 11 mars 2020        | 18 mars 2020          |                                 | 11 avril 2020            |
| Côte d'Ivoire                                | 12 mars 2020        | 2 avril 2020          |                                 |                          |
| Polynésie française                          | 12 mars 2020        | 11 septembre 2020     |                                 |                          |
| Honduras                                     | 12 mars 2020        | 26 mars 2020          |                                 | 24 juillet 2020          |
| Jersey                                       | 12 mars 2020        | 27 mars 2020          |                                 |                          |
| Antigua-et-Barbuda                           | 13 mars 2020        | 9 avril 2020          |                                 |                          |
| Îles Caïmans                                 | 13 mars 2020        | 16 mars 2020          |                                 |                          |
| Cuba                                         | 13 mars 2020        | 18 mars 2020          |                                 | 6 juin 2021              |
| Curaçao                                      | 13 mars 2020        | 21 mars 2020          |                                 |                          |
| Guyana                                       | 13 mars 2020        | 13 mars 2020          |                                 | 5 décembre 2021          |
| Kosovo                                       | 13 mars 2020        | 23 mars 2020          |                                 | 1er décembre 2020        |
| La Réunion                                   | 13 mars 2020        | 21 mai 2020           |                                 |                          |
| Saint-Vincent-et-les-Grenadines              | 13 mars 2020        | 17 janvier 2021       |                                 |                          |
| Trinité-et-Tobago                            | 13 mars 2020        | 26 mars 2020          |                                 | 22 juillet 2021          |
| Îles Vierges des États-Unis                  | 13 mars 2020        | 7 avril 2020          |                                 |                          |
| République centrafricaine                    | 14 mars 2020        | 24 mai 2020           |                                 |                          |
| Guinée équatoriale                           | 14 mars 2020        | 23 avril 2020         |                                 |                          |
| Eswatini                                     | 14 mars 2020        | 17 avril 2020         |                                 | 23 août 2021             |
| Éthiopie                                     | 14 mars 2020        | 6 avril 2020          |                                 | 14 septembre 2020        |
| Gabon                                        | 14 mars 2020        | 20 mars 2020          |                                 |                          |
| Ghana                                        | 14 mars 2020        | 24 mars 2020          |                                 | 28 août 2021             |
| Guadeloupe                                   | 14 mars 2020        | 28 mars 2020          |                                 |                          |
| Guinée                                       | 14 mars 2020        | 16 avril 2020         |                                 |                          |
| Kazakhstan                                   | 14 mars 2020        | 28 mars 2020          |                                 | 3 août 2020              |
| Kenya                                        | 14 mars 2020        | 27 mars 2020          |                                 | 2 novembre 2020          |
| Mauritanie                                   | 14 mars 2020        | 4 avril 2020          | 6 juin 2022                     |                          |
| Mayotte                                      | 14 mars 2020        | 2 avril 2020          |                                 |                          |
| Namibie                                      | 14 mars 2020        | 11 juillet 2020       |                                 | 15 juin 2021             |
| Porto Rico                                   | 14 mars 2020        | 21 mars 2020          |                                 | 22 novembre 2020         |
| Soudan                                       | 14 mars 2020        | 15 mars 2020          |                                 | 5 novembre 2020          |
| Venezuela                                    | 14 mars 2020        | 29 mars 2020          |                                 | 25 décembre 2020         |
| République du Congo                          | 15 mars 2020        | 1er avril 2020        |                                 |                          |
| Guatemala                                    | 15 mars 2020        | 15 mars 2020          |                                 | 9 juillet 2020           |
| Rwanda                                       | 15 mars 2020        | 31 mai 2020           |                                 | 21 août 2021             |
| Sainte-Lucie                                 | 15 mars 2020        | 11 novembre 2020      |                                 |                          |
| Seychelles                                   | 15 mars 2020        | 5 janvier 2021        |                                 |                          |
| Suriname                                     | 15 mars 2020        | 7 avril 2020          |                                 | 16 octobre 2021          |
| Uruguay                                      | 15 mars 2020        | 1er avril 2020        |                                 | 3 avril 2021             |
| Somalie                                      | 16 mars 2020        | 9 avril 2020          |                                 | 7 septembre 2021         |
| Ouzbékistan                                  | 16 mars 2020        | 28 mars 2020          |                                 | 19 août 2021             |
| Aruba                                        | 17 mars 2020        | 16 avril 2020         |                                 |                          |
| Bahamas                                      | 17 mars 2020        | 3 avril 2020          |                                 |                          |
| Bénin                                        | 17 mars 2020        | 7 avril 2020          |                                 |                          |
| Guam                                         | 17 mars 2020        | 23 mars 2020          |                                 |                          |
| Liberia                                      | 17 mars 2020        | 5 avril 2020          |                                 |                          |
| Monténégro                                   | 17 mars 2020        | 22 mars 2020          |                                 | 2 mars 2021              |
| Tanzanie                                     | 17 mars 2020        | 1er avril 2020        |                                 |                          |
| Barbade                                      | 18 mars 2020        | 7 avril 2020          |                                 |                          |
| Bermudes                                     | 18 mars 2020        | 8 avril 2020          |                                 |                          |
| Djibouti                                     | 18 mars 2020        | 9 avril 2020          |                                 |                          |
| Gambie                                       | 18 mars 2020        | 28 mars 2020          |                                 |                          |
| Groenland                                    | 18 mars 2020        | 24 décembre 2021      |                                 |                          |
| Kirghizistan                                 | 18 mars 2020        | 3 avril 2020          |                                 | 6 août 2020              |
| Maurice                                      | 18 mars 2020        | 25 mars 2020          |                                 | 6 juin 2022              |
| Montserrat                                   | 18 mars 2020        | 26 avril 2020         |                                 |                          |
| Saint-Martin                                 | 18 mars 2020        | 3 avril 2020          |                                 |                          |
| Zambie                                       | 18 mars 2020        | 3 avril 2020          |                                 | 20 février 2021          |
| Tchad                                        | 19 mars 2020        | 29 avril 2020         |                                 |                          |
| Salvador                                     | 19 mars 2020        | 2 avril 2020          |                                 | 7 novembre 2020          |
| Fidji                                        | 19 mars 2020        | 1er août 2020         |                                 |                          |
| Nouvelle-Calédonie                           | 19 mars 2020        | 10 septembre 2021     |                                 |                          |
| Nicaragua                                    | 19 mars 2020        | 28 mars 2020          |                                 |                          |
| Niger                                        | 19 mars 2020        | 27 mars 2020          |                                 |                          |
| Cap-Vert                                     | 20 mars 2020        | 28 mars 2020          |                                 |                          |
| Haïti                                        | 20 mars 2020        | 7 avril 2020          |                                 |                          |
| Île de Man                                   | 20 mars 2020        | 3 avril 2020          |                                 |                          |
| Papouasie-Nouvelle-Guinée                    | 20 mars 2020        | 30 juillet 2020       |                                 |                          |
| Timor oriental                               | 20 mars 2020        | 9 avril 2021          |                                 |                          |
| Zimbabwe                                     | 20 mars 2020        | 24 mars 2020          |                                 | 25 janvier 2021          |
| Angola                                       | 21 mars 2020        | 31 mars 2020          |                                 | 29 juillet 2021          |
| Érythrée                                     | 21 mars 2020        | 23 décembre 2020      |                                 |                          |
| Madagascar                                   | 21 mars 2020        | 18 mai 2020           |                                 | 29 décembre 2021         |
| Ouganda                                      | 21 mars 2020        | 24 juillet 2020       |                                 | 30 juin 2021             |
| Grenade                                      | 23 mars 2020        | 29 décembre 2020      |                                 |                          |
| Mozambique                                   | 23 mars 2020        | 26 mai 2020           |                                 | 14 juillet 2021          |
| Syrie                                        | 23 mars 2020        | 29 mars 2020          |                                 | 23 février 2021          |
| Belize                                       | 24 mars 2020        | 7 avril 2020          |                                 |                          |
| Dominique                                    | 24 mars 2020        | 19 août 2021          |                                 |                          |
| Laos                                         | 24 mars 2020        | 10 mai 2021           |                                 |                          |
| Birmanie                                     | 24 mars 2020        | 1er avril 2020        |                                 | 23 octobre 2020          |
| Îles Turques-et-Caïques                      | 24 mars 2020        | 6 avril 2020          |                                 |                          |
| Libye                                        | 25 mars 2020        | 3 avril 2020          |                                 | 16 novembre 2020         |
| Anguilla                                     | 26 mars 2020        | 22 septembre 2021     |                                 |                          |
| Îles Vierges britanniques                    | 26 mars 2020        | 20 avril 2020         |                                 |                          |
| Guinée-Bissau                                | 26 mars 2020        | 27 avril 2020         |                                 |                          |
| Mali                                         | 26 mars 2020        | 3 avril 2020          |                                 |                          |
| Saint-Christophe-et-Niévès                   | 26 mars 2020        | 16 juin 2021          |                                 |                          |
| Îles Mariannes du Nord                       | 29 mars 2020        | 3 avril 2020          |                                 |                          |
| Botswana                                     | 1er avril 2020      | 2 avril 2020          |                                 | 22 juin 2021             |
| Burundi                                      | 1er avril 2020      | 20 avril 2020         |                                 |                          |
| Sierra Leone                                 | 1er avril 2020      | 23 avril 2020         |                                 |                          |
| Malawi                                       | 3 avril 2020        | 8 avril 2020          |                                 | 21 février 2021          |
| Pays-Bas caribéens                           | 4 avril 2020        | 15 septembre 2020     |                                 |                          |
| Îles Malouines                               | 5 avril 2020        | NC                    |                                 |                          |
| Sao Tomé-et-Principe                         | 6 avril 2020        | 1er mai 2020          |                                 |                          |
| Soudan du Sud                                | 6 avril 2020        | 15 mai 2020           |                                 |                          |
| Saint-Pierre-et-Miquelon                     | 8 avril 2020        | 1er février 2022      |                                 |                          |
| Yémen                                        | 10 avril 2020       | 1er mai 2020          |                                 | 9 avril 2021             |
| Comores                                      | 1er mai 2020        | 5 mai 2020            |                                 |                          |
| Tadjikistan                                  | 1er mai 2020        | 3 mai 2020            |                                 |                          |
| Lesotho                                      | 14 mai 2020         | 9 juillet 2020        |                                 |                          |
| Îles Salomon                                 | 4 octobre 2020      | 25 janvier 2022       |                                 |                          |
| Wallis-et-Futuna                             | 19 octobre 2020     | 21 mars 2021          |                                 |                          |
| Îles Marshall                                | 28 octobre 2020     | 10 août 2022          |                                 |                          |
| Vanuatu                                      | 11 novembre 2020    | 31 mars 2022          |                                 |                          |
| Samoa                                        | 2 décembre 2020     | 4 avril 2022          |                                 |                          |
| Palaos                                       | 23 août 2021        | 14 février 2022       |                                 |                          |
| Samoa américaines                            | 19 septembre 2021   | 25 mars 2022          |                                 |                          |
| Tonga                                        | 30 octobre 2021     | 14 mars 2022          |                                 |                          |
| Kiribati                                     | 19 janvier 2022     | 9 février 2022        |                                 |                          |
| Îles Cook                                    | 15 février 2022     | 25 avril 2022         |                                 |                          |
| Niue                                         | 10 mars 2022        | NC                    |                                 |                          |
| Nauru                                        | 4 avril 2022        | 2 juillet 2022        |                                 |                          |
| États fédérés de Micronésie                  | 25 avril 2022       | 26 juillet 2022       |                                 |                          |
| Corée du Nord                                | 12 mai 2022         | 13 mai 2022           |                                 |                          |
| Tuvalu                                       | 23 mai 2022         | NC                    |                                 |                          |
| Îles Pitcairn                                | 20 juillet 2022     | NC                    |                                 |                          |
| Sainte-Hélène, Ascension et Tristan da Cunha | 8 août 2022         | NC                    |                                 |                          |

## Évolution par continent

### Évolution du nombre de cas (OMS)
Le graphique qui aurait dû être présenté ici ne peut pas être affiché car il utilise l'ancienne extension Graph, désactivée pour des questions de sécurité. Des indications pour créer un nouveau graphique avec la nouvelle extension Chart sont disponibles ici.

### Évolution du nombre de décès (ECDC)
Le graphique qui aurait dû être présenté ici ne peut pas être affiché car il utilise l'ancienne extension Graph, désactivée pour des questions de sécurité. Des indications pour créer un nouveau graphique avec la nouvelle extension Chart sont disponibles ici.

Source ECDC
Le graphique qui aurait dû être présenté ici ne peut pas être affiché car il utilise l'ancienne extension Graph, désactivée pour des questions de sécurité. Des indications pour créer un nouveau graphique avec la nouvelle extension Chart sont disponibles ici.

Source ECDC
Le graphique qui aurait dû être présenté ici ne peut pas être affiché car il utilise l'ancienne extension Graph, désactivée pour des questions de sécurité. Des indications pour créer un nouveau graphique avec la nouvelle extension Chart sont disponibles ici.

### Afrique
Le premier cas confirmé en Afrique a été révélé en Égypte le 14 février 2020, à l'aéroport international du Caire, impliquant un ressortissant chinois,. Deux semaines plus tard, l'Afrique subsaharienne est touchée avec un cas confirmé le 28 février au Nigeria. En Algérie, les autorités de santé ont notifié un cas confirmé de Covid-19 le 25 février : il s'agit d'un cas importé par un ressortissant italien arrivé en Algérie le 17 février.
Le Lesotho et les Comores sont les deux derniers pays à avoir été officiellement contaminés par la Covid-19. Le Maghreb est un des foyers principaux[Quand ?] avec 3 683 cas positifs et 357 décès sur les trois pays Maroc, Algérie et Tunisie ; l'autre foyer est l'Afrique du Sud avec presque 2 000 cas positifs.
Avec un premier cas enregistré au Lesotho le 13 mai 2020, l'ensemble du continent est affecté par la pandémie.
Le graphique qui aurait dû être présenté ici ne peut pas être affiché car il utilise l'ancienne extension Graph, désactivée pour des questions de sécurité. Des indications pour créer un nouveau graphique avec la nouvelle extension Chart sont disponibles ici.

À l'automne 2020, l’Afrique subsaharienne — où l'on redoutait une catastrophe humanitaire du fait d’infrastructures de santé moins développées — s'avère relativement moins touchée par l’épidémie que les pays développés. Matshidiso Moeti, la directrice régionale Afrique de l'OMS, analyse la situation par l'efficacité des mesures prises, la jeunesse de la population et par le fait que les Africains ont moins d'échanges avec le reste du monde et se déplacent moins en général. De plus, selon la Pr Francisca Mutapi, les Africains généralement vivent plus en plein air qu'en milieux confinés.

### Amérique
Le premier cas positif au SARS-CoV-2 est enregistré le 21 janvier 2020 aux États-Unis concernant un homme d'une trentaine d'années, originaire de l'État de Washington et hospitalisé à Everett, qui avait récemment voyagé en Chine suivi quatre jours plus tard par le Canada. Un mois plus tard, le Brésil est le premier pays d'Amérique du Sud touché avec un cas confirmé le 25 février. Les cas se répandent à partir de mars à l'ensemble du continent, Antilles comprises.
Les États-Unis, pays le plus peuplé, concentre la majorité des cas de contamination avec 276 décès au 23 mars pour plus de 44 000 cas confirmés (soit 80 % des cas en Amérique). Le 29 février, le premier décès signalé concerne une femme âgée d'une cinquantaine d'années qui a succombé au virus dans l'État de Washington ; un Américain était déjà mort début février des suites de la Covid-19, mais à Wuhan, en Chine.
Au 25 mars, deux cas de contaminations sont signalés à Saint-Christophe-et-Niévès, ce qui fait qu'aucun pays d'Amérique n'est alors épargné par la pandémie à l'exception de quelques dépendances.
Les États-Unis sont le pays où la pandémie progresse le plus rapidement. Le 26 mars, ils dépassent la Chine, d'où l'épidémie est partie en décembre, et l'Italie, épicentre en Europe, pour devenir le pays le plus touché par le coronavirus. Au 31 mars, le nombre de cas aux États-Unis s'élève à plus de 164 000 dont plus de 3 000 décès. Au 22 novembre 2020, les États-Unis envisagent lancer une campagne de vaccination contre le Covid-19 le plus tôt possible dès le consentement des autorités sanitaire.
Le Brésil est le second pays qui a enregistré le plus de décès dans le monde. Sa situation ne s’est toujours pas améliorée pour le moment. Le nombre d’hospitalisation ne cesse d’augmenter, on appréhende une seconde vague comme en Europe.
Le graphique qui aurait dû être présenté ici ne peut pas être affiché car il utilise l'ancienne extension Graph, désactivée pour des questions de sécurité. Des indications pour créer un nouveau graphique avec la nouvelle extension Chart sont disponibles ici.

### Asie
Le premier cas de Covid-19 en Asie et dans le monde a été détecté à Wuhan et s'est finalement propagé au reste de la Chine. Par la suite, de nombreux autres pays asiatiques ont commencé à confirmer des cas, certains des pays les plus touchés étant la Corée du Sud, la Malaisie et l'Iran.
La Corée du Sud et Taïwan ont été parmi les premiers pays à signaler des cas de Covid-19 après l'épidémie en Chine, mais ces pays ont contenu l'épidémie avec un certain succès.
Au 10 avril, seuls la Corée du Nord, le Tadjikistan et le Turkménistan n'ont officiellement pas de cas de contamination officiellement enregistré, malgré de fortes suspicions internationales.
Au 20 avril, si la Chine reste un des foyers principaux en Asie avec 84 201 cas positifs et 4 642 décès, la Turquie et l'Iran ont désormais autant de cas malgré une population bien inférieure. Plusieurs sources mettent en doute la véracité des décomptes en Chine.
Le graphique qui aurait dû être présenté ici ne peut pas être affiché car il utilise l'ancienne extension Graph, désactivée pour des questions de sécurité. Des indications pour créer un nouveau graphique avec la nouvelle extension Chart sont disponibles ici.

### Europe
Le premier cas de Covid-19 en Europe a été détecté le 25 janvier en France, un homme de 80 ans de la province du Hubei, décédé plus tard le 15 février. Le 14 février, un touriste chinois est décédé à Paris, considéré comme le premier décès de Covid-19 en dehors de l'Asie, mais il a été découvert plus tard qu'un homme décédé dans la ville espagnole de Valence le 13 février avait également été infecté par un coronavirus qu'il avait contracté au Népal.
Les premiers cas ont été signalés en France, en Allemagne et dans d'autres pays avec un nombre relativement faible de cas. Le 21 février, une importante épidémie a été signalée en Italie, principalement dans le nord, près de Milan. Les cas ont rapidement augmenté et, le 13 mars, après que l'Asie ait été le centre de l'épidémie, l'Europe est devenue selon l'OMS le nouveau foyer central de l'épidémie devenue pandémie. Ensuite, le nombre de cas dans chaque pays européen a augmenté, doublé en deux à quatre jours.
Le 10 mars, les 27 chefs d'État et de gouvernement de l'Union européenne se « réunissent » par visioconférence et annoncent plusieurs mesures destinées à soutenir l'économie et endiguer l'épidémie, dont la création d'un fonds de 25 milliards d'euros destiné à permettre aux États-membres de « soutenir, notamment, leur système de santé, les PME en difficulté ou les travailleurs que l'épidémie a provisoirement mis au chômage ».
À défaut d'une politique sanitaire commune, la santé ne faisant pas partie des compétences communautaires, la seule réponse à la crise est économique. Toutefois, Thierry Breton, commissaire au Marché intérieur, est chargé de faire un état des lieux des besoins en équipements sanitaires et de réfléchir à une distribution intelligente en fonction des besoins, pays par pays.
Le 16 mars, Thierry Breton annonce que l'Union européenne anticipe une récession pour 2020, estimant que « bien entendu » les pays européens pourraient s'affranchir momentanément des règles du pacte de stabilité et de croissance européen pour faire face à la crise, comme le prévoient les textes.
Le 19 mars, pour tenter d'apaiser les marchés financiers, la Banque centrale européenne annonce qu'elle va débloquer 750 milliards d'euros pour le rachat des dettes des pays européens.
Au 17 mars, tous les pays européens ont signalé au moins un cas de Covid-19 (le Monténégro étant le dernier à le faire), et tous les territoires également avec des cas signalés sur l'île de Man le 19 mars, la Transnistrie le 21 mars et Åland le 22 mars. Aucun cas n'a été signalé à Svalbard, Aurigny et Sercq. Tous les pays ont également enregistré au moins un décès sauf au Vatican.
En Europe, les études sérologiques estiment, fin mai 2020, que de 5 à 10 % de la population a été infectée au coronavirus en France, au Royaume-Uni et en Espagne. Ce taux monte à plus de 50% pour la ville de Bergame en Italie, très touchée.
Le graphique qui aurait dû être présenté ici ne peut pas être affiché car il utilise l'ancienne extension Graph, désactivée pour des questions de sécurité. Des indications pour créer un nouveau graphique avec la nouvelle extension Chart sont disponibles ici.

### Océanie
Le premier cas positif au SARS-CoV-2 est enregistré le 25 janvier 2020 à Victoria, en Australie : il concerne un Chinois arrivé de Canton le 19 janvier suivi par trois autres patients testés positifs à Sydney après leur retour de Wuhan. L'Océanie étant constitué de myriade d'îles, ces dernières sont plus isolées mais avec un vrai risque de contamination si le virus est importé.
L'Australie, pays le plus peuplé, concentre la majorité des cas de contamination ; le 1er mars, le premier décès signalé concerne un Australien de 78 ans, qui était un passager du Diamond Princess.
Au 26 mars, les pays les plus touchés sont l'Australie (2 800 cas), la Nouvelle-Zélande (155 cas) et, de façon plus faible, les Fidji et la Papouasie-Nouvelle-Guinée. Les territoires de Guam, Nouvelle-Calédonie et Polynésie française présentent aussi quelques cas.